# Canada Open 1980
Il Canada Open 1980 è stato un torneo di tennis.
È stata la 90ª edizione del Canada Open, la prima disputata su cemento, facente parte del Volvo Grand Prix 1980 e del WTA Tour 1980. 
Il torneo si è giocato al Rexall Centre di Toronto in Canada dal 10 al 17 agosto 1980.

## Campioni

### Singolare maschile
Ivan Lendl ha battuto in finale  Björn Borg che si è ritirato sul punteggio di 4–6, 5–4.

### Singolare femminile
Chris Evert  ha battuto in finale  Virginia Ruzici con il punteggio di 6–3, 6–1.

### Doppio maschile
Bruce Manson /  Brian Teacher hanno battuto in finale  Heinz Günthardt /  Sandy Mayer con il punteggio di 6–3, 3–6, 6–4.

### Doppio femminile
Andrea Jaeger /  Regina Maršíková hanno battuto in finale  Ann Kiyomura /  Betsy Nagelsen con il punteggio di 6–1, 6–3.